# Ебен Етзебет
Ебен Етзебет (енгл. Eben Etzebeth; 29. октобар 1991) професионални је јужноафрички рагбиста и репрезентативац који тренутно игра за рагби јунион тим Стормерс. Висок 204 цм, тежак 117 кг, Етзебет је пре Стормерса играо за Вестерн Провинс. За "спрингбоксе" је до сада одиграо 41 тест меч и постигао 1 есеј. Етзебет је један од највиших играча у најјачој лиги на свету.